# Lista över avsnitt av Boardwalk Empire
Det här är en lista över avsnitt av den amerikanska TV-serien Boardwalk Empire, som ursprungligen sändes åren 2010-2014 i HBO.
| Säsong | Säsong | Avsnitt | Säsongspremiär    | Säsongsfinal     | Utgivningsdatum på DVD och Blu-ray | Utgivningsdatum på DVD och Blu-ray | Utgivningsdatum på DVD och Blu-ray |
| Säsong | Säsong | Avsnitt | Säsongspremiär    | Säsongsfinal     | Region 1                           | Region 2                           | Region 4                           |
| ------ | ------ | ------- | ----------------- | ---------------- | ---------------------------------- | ---------------------------------- | ---------------------------------- |
|        | 1      | 12      | 19 september 2010 | 5 december 2010  | 10 januari 2012                    | 12 januari 2012                    | 11 januari 2012                    |
|        | 2      | 12      | 25 september 2011 | 11 december 2011 | 28 augusti 2012                    | 3 september 2012                   | 5 september 2012                   |
|        | 3      | 12      | 16 september 2012 | 2 december 2012  | 20 augusti 2013                    | 5 augusti 2013                     | 21 augusti 2013                    |

## Säsong 1 (2010)
| Nr | Nr | Titel                  | Regisserad av      | Skriven av                       | Sändningsdatum    |
| -- | -- | ---------------------- | ------------------ | -------------------------------- | ----------------- |
| 1  | 1  | "Boardwalk Empire"     | Martin Scorsese    | Terence Winter                   | 19 september 2010 |
| 2  | 2  | "The Ivory Tower"      | Tim Van Patten     | Terence Winter                   | 26 september 2010 |
| 3  | 3  | "Broadway Limited"     | Tim Van Patten     | Margaret Nagle                   | 3 oktober 2010    |
| 4  | 4  | "Anastasia"            | Jeremy Podeswa     | Lawrence Konner & Margaret Nagle | 10 oktober 2010   |
| 5  | 5  | "Nights in Ballygran"  | Alan Taylor        | Lawrence Konner                  | 17 oktober 2010   |
| 6  | 6  | "Family Limitation"    | Tim Van Patten     | Howard Korder                    | 24 oktober 2010   |
| 7  | 7  | "Home"                 | Allen Coulter      | Tim Van Patten & Paul Simms      | 31 oktober 2010   |
| 8  | 8  | "Hold Me in Paradise"  | Brian Kirk         | Meg Jackson (screenwriter)       | 7 november 2010   |
| 9  | 9  | "Belle Femme"          | Brad Anderson      | Steve Kornacki                   | 14 november 2010  |
| 10 | 10 | "The Emerald City"     | Simon Cellan-Jones | Lawrence Konner                  | 21 november 2010  |
| 11 | 11 | "Paris Green"          | Allen Coulter      | Howard Korder                    | 28 november 2010  |
| 12 | 12 | "A Return to Normalcy" | Tim Van Patten     | Terence Winter                   | 5 december 2010   |

## Säsong 2 (2011)
| Nr | Nr | Titel                              | Regisserad av  | Skriven av                                       | Sändningsdatum    |
| -- | -- | ---------------------------------- | -------------- | ------------------------------------------------ | ----------------- |
| 13 | 1  | "21"                               | Tim Van Patten | Terence Winter                                   | 25 september 2011 |
| 14 | 2  | "Ourselves Alone"                  | David Petrarca | Howard Korder                                    | 2 oktober 2011    |
| 15 | 3  | "A Dangerous Maid"                 | Susanna White  | Itamar Moses                                     | 9 oktober 2011    |
| 16 | 4  | "What Does the Bee Do?"            | Ed Bianchi     | Steve Kornacki                                   | 16 oktober 2011   |
| 17 | 5  | "Gimcrack and Bunkum"              | Tim Van Patten | Howard Korder                                    | 23 oktober 2011   |
| 18 | 6  | "The Age of Reason"                | Jeremy Podeswa | Bathsheba Doran                                  | 30 oktober 2011   |
| 19 | 7  | "Peg of Old"                       | Allen Coulter  | Howard Korder & Steve Kornacki & Bathsheba Doran | 6 november 2011   |
| 20 | 8  | "Two Boats and a Lifeguard"        | Tim Van Patten | Terence Winter                                   | 13 november 2011  |
| 21 | 9  | "Battle of the Century"            | Brad Anderson  | Steve Kornacki                                   | 20 november 2011  |
| 22 | 10 | "Georgia Peaches"                  | Jeremy Podeswa | Dave Flebotte                                    | 27 november 2011  |
| 23 | 11 | "Under God's Power She Flourishes" | Allen Coulter  | Howard Korder                                    | 4 december 2011   |
| 24 | 12 | "To the Lost"                      | Tim Van Patten | Terence Winter                                   | 11 december 2011  |

### Fotnoter
1. ↑  ”Boardwalk Empire” (på engelska). TV.Com. Arkiverad från originalet den 28 december 2016. https://web.archive.org/web/20161228034409/http://www.tv.com/shows/boardwalk-empire/. Läst 26 januari 2017.